# 花cherie
「花cherie」是AAA成員西島隆弘以個人名義Nissy發布的第7張單曲。於2017年4月19日在mu-mo預定發售。

## 解説
其為資生堂瑪宣妮的Web Movie微電影主題曲。於初回生産限定盤有附合作之相關產品。CD已於2017年3月10日在iTunes先行配信。

## 收錄歌曲

### CD
1. 花cherie 
資生堂瑪宣妮的Web Movie微電影主題曲

### DVD
1. 花cherie（Music Video）
2. 永遠という名の花　花cherie篇（Web Movie）
3. 花cherie（Music Video Making）
4. 花cherie（Document Music Video）
5. Nissy Entertainment 1st LIVE Trailer